# Woltz
La Woltz est une rivière luxembourgeoise, qui court dans le nord du pays. Elle constitue la partie supérieure de la Clerve, affluent de la Wiltz, et appartient donc au bassin de la Moselle. C'est au niveau de Clervaux qu'elle change de nom.
Elle prend sa source près de Huldange (commune de Troisvierges), localité la plus septentrionale du Luxembourg, à une altitude de 530 m. Elle recueille l'eau des ruisseaux qui arrosent le nord de l'Éislek.

## Toponymie
L'étymologie du nom Woltz (ou Wolz en luxembourgeois) est la même que pour la Wiltz, rivière dans laquelle la Woltz, sous le nom de Clerve, se jette à Kautenbach. La Wiltz s'appelle d'ailleurs Wolz en luxembourgeois, ce qui facilite des confusions. Deux autres ruisseaux portant le même nom ou un nom apparenté coulent dans ce secteur à la limite de la Belgique et du Luxembourg. Différentes étymologies ont été proposées pour ces noms : l'une d'elles renvoie à un mot celtique faisant référence à l'eau (bialt) ; une autre en fait un dérivé du latin vadum, « gué ».

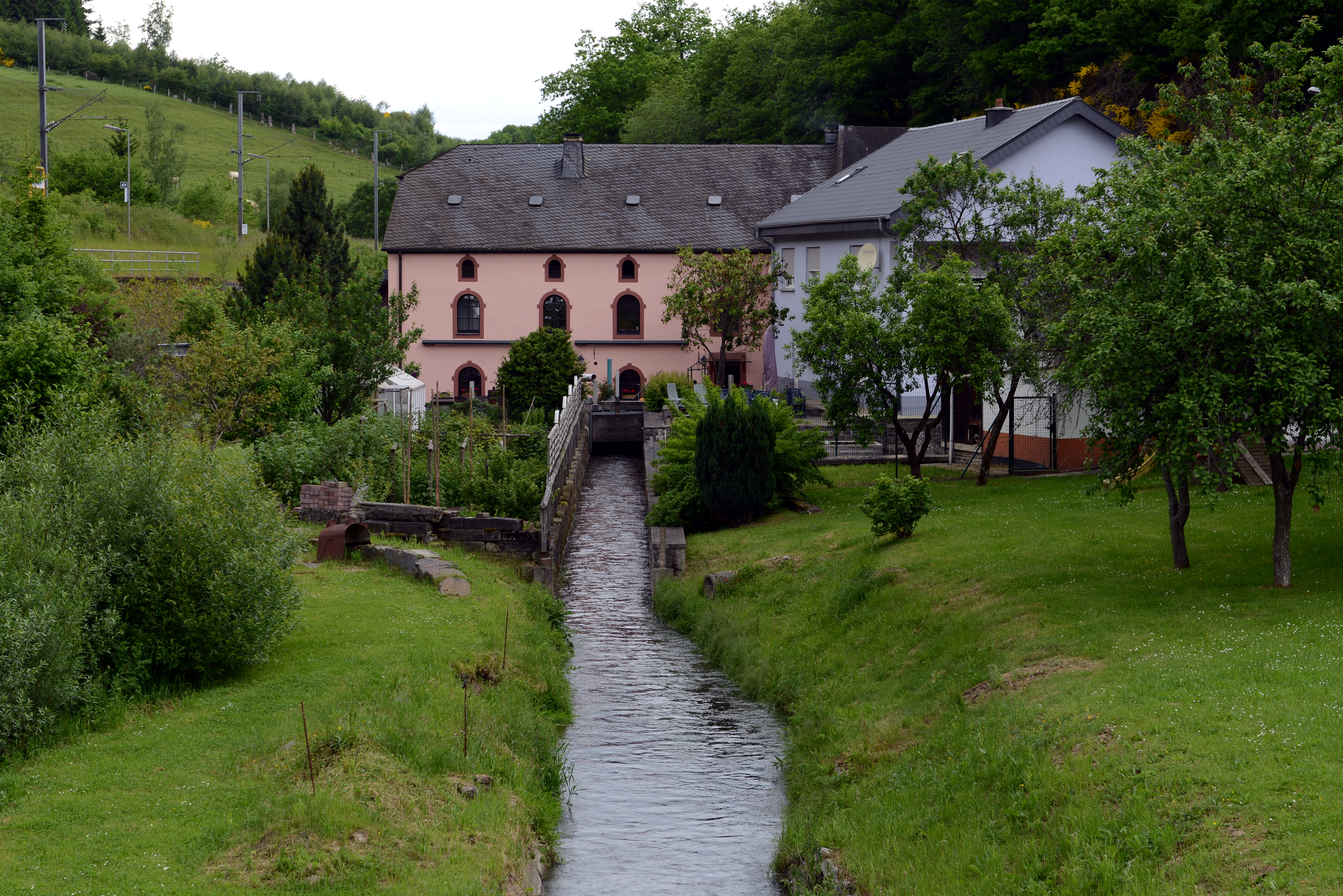
L'ancien moulin de Maulusmuehle, au nord de Clervaux. On aperçoit la voie de chemin de fer électrifiée à gauche.

## Histoire
Vers 1830, le projet de canal Meuse et Moselle devait relier le bassin de la Meuse à celui du Rhin : le canal devait suivre le cours de l'Ourthe puis, par le tunnel de Bernistap, rejoindre la Woltz près de Huldange et redescendre vers la Moselle en suivant le cours des rivières luxembourgeoises. Il a connu un début de mise en œuvre : on peut notamment voir, du côté belge, une partie du tunnel de Bernistap. Le projet a été abandonné à la suite de l'indépendance de la Belgique (1830) et de la scission du Grand-duché de Luxembourg (1839).
Une ligne de chemin de fer reliant la ville de Luxembourg à la Belgique (par Gouvy et Spa), dont le tronçon entre Clervaux et Basbellain (commune de Troisvierges) passe par la vallée de la Woltz, a été mise en service fin 1866-début 1867. Cette ligne est aujourd'hui la ligne 1 de la Société nationale des chemins de fer luxembourgeois (CFL) ; le tronçon qui suit la Woltz est à voie unique et a été électrifié en 1993. La ligne franchit une quinzaine de fois la rivière, qui serpente au fond de la vallée, par des ponts ou ponceaux.